# Каротидний синус
Каротидний синус (лат. sinus caroticus) — ділянка в місці поділу загальної сонної артерії на зовнішню та внутрішню.

## Фізіологічне значення
Каротидний синус відіграє роль у регуляції кров'яного тиску завдяки наявності у ньому нервових закінчень пов'язаних з язикоглотковим, блукаючим і симпатичними нервами. В каротидному синусі розміщені барорецептори, що реагують на зміну артеріального тиску, а також хеморецептори, що реагують на зміну хімічного складу і парціального тиску кисню в крові. Порушення нервових закінчень в каротидному синусі — початкова ланка каротидних рефлексів.

## Клінічне значення
На стінці судин, в ділянці яких розміщений каротидний синус можуть утворюватись атеросклеротичні бляшки. Атеросеклеротичні бляшки негативно впливають на нерви каротидного синусу, що може призводити до інфаркту міокарда або транзиторної ішемічної атаки.
При оперативних втручаннях в ділянці біфуркації загальної сонної артерії можливе пошкодження цієї структури, що призводить до розвитку брадикардії.